# 西格瓦爾德·貝爾納多特
西格瓦尔德·奥斯卡·弗雷德里克·贝尔纳多特（Prins Sigvard Bernadotte，1907年6月7日—2002年2月4日），是瑞典王子、乌普兰公爵，瑞典國王古斯塔夫六世·阿道夫的次子，1934年娶德国平民为妻，並因此丧失瑞典王位繼承權及烏普蘭公爵的頭銜。